# Nuoto ai XVII Giochi del Mediterraneo - 100 metri stile libero maschili
Le gare di nuoto nella categoria 100 metri stile libero maschili si sono tenute il 23 giugno 2013 al Yeni Olimpik Yüzme Havuzu di Mersin.

## Calendario
Fuso orario EET (UTC+3).
| Data      | Ora   | Turno    |
| --------- | ----- | -------- |
| 23 giugno | 09:56 | Batterie |
| 23 giugno | 18:24 | Finale   |

## Risultati
I 17 atlete vengono inquadrati in tre batterie rispettivamente da 6, 4 e 7 nuotatori ciascuna. Si qualificano alla finale i primi otto tempi.

### Batterie
| Pos. | Nome                     | Nazione  | Tempo  | Batt. | Corsia | Note |
| ---- | ------------------------ | -------- | ------ | ----- | ------ | ---- |
| 1    | Luca Leonardi            | Italia   | 49"02  | 2     | 4      | Q    |
| 2    | Luca Dotto               | Italia   | 49"64  | 3     | 4      | Q    |
| 3    | Oussama Sahnoune         | Algeria  | 49"96  | 3     | 3      | Q    |
| 4    | Doğa Çelik               | Turchia  | 50"17  | 1     | 5      | Q    |
| 5    | Kristian Gkolomeev       | Grecia   | 50"23  | 3     | 6      | Q    |
| 6    | Kemal Arda Gürdal        | Turchia  | 50"29  | 2     | 5      | Q    |
| 7    | Velimir Stjepanović      | Serbia   | 50"29  | 3     | 5      | Q    |
| 8    | Boris Stojanović         | Serbia   | 50"62  | 1     | 2      | Q    |
| 9    | Marwan Elkamash          | Egitto   | 51"01  | 3     | 7      |      |
| 10   | Adham Abdelmegid         | Egitto   | 51"32  | 3     | 2      |      |
| 11   | Aitor Martínez Rodríguez | Spagna   | 51"59  | 1     | 4      |      |
| 12   | Žiga Cerkovnik           | Slovenia | 51"88  | 2     | 2      |      |
| 13   | Mehdi El Hazzaz          | Marocco  | 51"93  | 2     | 7      |      |
| 14   | Omiros Zagkas            | Cipro    | 52"36  | 1     | 2      |      |
| 15   | Andrew Chetcuti          | Malta    | 52"041 | 3     | 1      |      |
| 16   | Anže Tavčar              | Slovenia | DNS    | 1     | 3      |      |
| 17   | Adam Allouche            | Libano   | DNS    | 1     | 7      |      |

### Finale
| Pos. | Atleta              | Nazionalità | Tempo | Corsia |
| ---- | ------------------- | ----------- | ----- | ------ |
|      | Luca Leonardi       | Italia      | 48"84 | 4      |
|      | Kemal Arda Gürdal   | Turchia     | 49"41 | 7      |
|      | Luca Dotto          | Italia      | 49"72 | 5      |
| 4    | Oussama Sahnoune    | Algeria     | 49"77 | 3      |
| 5    | Doğa Çelik          | Turchia     | 49"83 | 6      |
| 6    | Velimir Stjepanović | Serbia      | 49"88 | 1      |
| 7    | Kristian Gkolomeev  | Grecia      | 50"51 | 2      |
| 8    | Boris Stojanović    | Serbia      | 50"94 | 8      |